# حميد الشطري
حميد الشطري مسؤول أمني عراقي، وهو رئيس جهاز المخابرات الوطني العراقي الحالي.
شغل سابقاً مناصب، مدير عام الاستخبارات ومكافحة الإرهاب في وزارة الداخلية العراقية في 26 كانون الثاني سنة 2021، معاون رئيس جهاز الأمن الوطني العراقي ثم رئيس الجهاز حتى يوم 5 تموز/يوليو 2023 حين نُقل إلى مستشارية الأمن القومي، وُلد الشطري في قضاء الشطرة في محافظة ذي قار.